# Mitar Mirić
Mitar Mirić (serbokroatisch-kyrillisch Митар Мирић; * 16. Januar 1957 in Ugljevik, Jugoslawien) ist ein bosnischer Folk-Sänger, welcher in Serbien lebt und arbeitet. Zu seinen populärsten Lieder zählen Ne može nam niko ništa, Doviđenja društvo staro, Nešto me u nemir tera, Ne diraj čoveka za stolom und viele weitere.

## Kindheit und Jugend
Mirić wurde am 16. Januar 1957 in Bogutovo Selo nahe der Stadt Ugljevik im nordöstlichen Teil der SR Bosnien und Herzegowina, Jugoslawien als Sohn bosnischer Serben geboren. Er hat seine Schulzeit in Ugljevik verbracht, bis er 1975 nach Serbien zog, um sich seiner Musikkarriere zu widmen, wo er auch heute noch lebt.

## Karriere
Er startete seine Karriere im Jahre 1975 mit dem Album Od mene je ljubav jaca beim Plattenlabel Diskoton. Hier arbeitete er mit dem Orchester von Ismet Alajbegovic zusammen.
Den Durchbruch schaffte er jedoch erst fünf Jahre später, als im Jahr 1980 sein Album Voli me danas vise nego jucer, unter Führung des Orchesters von Branimir Djokic veröffentlicht wurde. Auf diesem Album finden sich zahlreiche Lieder, welche auch Heute noch zu seinen gefragtesten zählen, wie beispielsweise Umrecu bez tebe, nevero moja oder auch Ne ostavljaj suze na mom pragu. Auch in den Folgejahren konnte er durch die Zusammenarbeit mit Branimir Djokic diverse Erfolge verbuchen. Später arbeitete er unter anderem auch mit den Orchestern von Novica Nikolic und Dragan Aleksandric zusammen. In dieser Phase folgten weitere erfolgreiche Alben wie 1988 Dajte mi da zivim oder auch 1989 Nemoze nam niko nista.
Weitere nennenswerte Lieder in den 1980er-Jahren waren auch Živela ljubav (1984), Ne diraj coveka za stolom (1986) oder auch Zasto me drugoj zeni dade (1981).
In den 1990er-Jahren hatte der Komponist Novica Urosevic einen großen Anteil am Erfolg von Mitar Miric. Mit Urosevic veröffentlichte Miric beispielsweise die Alben Bog je poslao zenu (1993) oder 1997 Nisam ja osvetnik.
1998 wechselte er zum Medienhaus ZaM (wurde später zu Grand Production), wo er in Zusammenarbeit mit Bane Vasic das erfolgreiche Album Haljine svilene aufnahm.
In den 2000ern veröffentlichte er fünf weitere Alben für Grand Production in Zusammenarbeit mit diversen Komponisten. Zu den bekanntesten Liedern in dieser Dekade zählen Gledam Drinu (2000), Nekad sam i ja voleo (2002), Cigance (2003) oder auch Secerlema (2009).
Sein letztes Album brachte er im Jahr 2016 unter dem Titel Pametnica heraus.
Abseits seiner Arbeit an neuen Musikalben tourt Mitar Miric in den Sommermonaten vor allem durch die Staaten Ex-Jugoslawiens (als Schwerpunkt Serbien, Kroatien und Bosnien) herum. In den Wintermonaten ist er häufig auch im deutschen Sprachraum bei der hiesigen Community Ex-Jugoslawiens unterwegs und gibt auch in diesen Staaten häufig Konzerte.

## Diskografie

### Alben
| - 1975: Od mene je ljubav jaca (LP) - 1976: Kad se spusti tiho vece (LP) - 1976: Na rastanku nisam krio suze (LP) - 1977: Pevajte mi pesme tuzne (LP) - 1978: Okreni se, ne okrenula se (LP) - 1978: Ne zaboravi ovaj grad (LP) - 1979: Ne pitaj me kad cu sutra doci (LP) - 1980: Voli me danas vise nego jucer - 1981: Hocu mesto u tvom srcu - 1982: Dobro jutro rekoh zori - 1983: U svanuce ne idem do kuce - 1984: Sve Su Iste Osim Tebe - 1984: Živela ljubav - 1986: Ne diraj čoveka za stolom - 1987: Ako umrem da mi zao nije - 1988: Dajte mi da živim | - 1989: Ne može nam niko ništa - 1990: Dusa od coveka - 1992: Nepopravljiv - 1993: Bog je poslao zenu - 1995: Dotakni me - 1996: Cudotvorac - 1997: Nisam ja osvetnik - 1998: Pustolov - 2000: Samo Kaži - 2002: Nekad sam i ja voleo - 2003: Pomirenje - 2006: Neka puca - 2009: Ličiš Na Sve Moje Bivše - 2011: Nemoj Da Mi Brojiš Bore - 2016: Pametnica |

### Singles (Auswahl)
- 1984: Živela ljubav
- 1984: Nešto Me U Nemir Tera
- 1989: Ne može nam niko ništa
- 1996: Travka, Zvana Ludilo
- 2000: Gledam Drinu
- 2003: Ciganče
- 2006: Prvi Sastanak
- 2017: Zvali Ste Na Jedno Piće

| Personendaten    | Personendaten          |
| ---------------- | ---------------------- |
| NAME             | Mirić, Mitar           |
| ALTERNATIVNAMEN  | Мирић, Митар           |
| KURZBESCHREIBUNG | bosnischer Folk-Sänger |
| GEBURTSDATUM     | 16. Januar 1957        |
| GEBURTSORT       | Ugljevik, Jugoslawien  |